# Faculdade Integrada Brasil Amazônia
A Faculdade Integrada Brasil Amazônia (FIBRA) é uma instituição de ensino superior  privada brasileira localizada em Belém. Foi fundada em Setembro de 2003.
Tem hoje, 12 cursos de Graduação:
- Administração Pública e Empresarial;
- Direito;
- Farmácia
- Ciência da Educação;
- Licenciatura em História;
- Licenciatura em Geografia;
- Licenciatura em Letras;
- Bacharelado em Letras;
- Biomedicina;
- Nutrição;
- Odontologia.
- Serviço Social.